# 阿瑟頓峰
54°7′S 36°45′W / 54.117°S 36.750°W
阿瑟頓峰（英語：Atherton Peak），是南極洲的山峰，位於南喬治亞島，處於福圖納灣以東，海拔高度約500米，由英國的探險隊繪入地圖，現時由英國海外領土管轄。